# Blepharita obscura
Blepharita obscura là một loài bướm đêm trong họ Noctuidae.